# Kalendarium historii Angoli
Kalendarium historii Angoli

## Czasy kolonialne
- 1930 – ustanowienie Angoli posiadłością bezpośrednio zarządzaną przez Portugalię[1].
- 1951 – Angola została połączona z Portugalią jako zamorska prowincja[1].
- 1954 – wprowadzono Statut krajowców, który podzielił ludność Angoli na tzw. assimilados (zasymilowanych) i tzw. indigenos (tubylców); assimilados (stanowiący zaledwie ok. 0,25% ludności kraju) otrzymali obywatelstwo portugalskie[1].
- 1954 – Holden Roberto założył niepodległościowy Związek Ludności Angoli[1].
- 1956 – utworzony został Ludowy Ruch Wyzwolenia Angoli (MPLA) o profilu lewicowym i niepodległościowym[1].
- 1960 – sojusz między Związkiem Ludności Angoli a MPLA[1].
- 1961 – pierwsza akcja bojowa MPLA, wybuch wojny o niepodległość Angoli[1].
- 1962 – nieudane powstanie Związku Ludności Angoli[1].

Flaga MPLA będącej największą grupą oporu

- 1964 – grupa rozłamowa Jonasa Savimbi  ze związku Ludności Angoli utworzył odrębną UNITA[2][3][4], reszta struktur dotychczasowej organizacji używała od tej pory nazwy Narodowy Front Wyzwolenia Angoli[1].

## Po uzyskaniu niepodległości
- 1975 – niepodległość kraju i utworzenie rządu tymczasowego. Następnie wybuch wojny domowej między MPLA, UNITA a Narodowym Frontem Wyzwolenia Angoli. Najsilniejsza organizacja niepodległościowa, MPLA tworzy rząd a prezydentem zostaje Agostinho Neto. Rozpoczyna się trwający do dzisiaj separatystyczny konflikt w Kabindzie[5][6][7].
- 1977 – nieudany pucz wojskowy dokonany przez twardogłowych członków MPLA[8].
- 1978 – stałe ataki ze strony Republiki Południowej Afryki, południowoafrykańska wojna graniczna[1].
- 1979 – śmierć Neto, jego następcą został José Eduardo dos Santos[9]
- 1988 – początek rozmów pokojowych[1].
- 1990 – demokratyzacja, wprowadzenie gospodarki wolnorynkowej[1].
- 1992 – wybory parlamentarne[1].
- październik 1997 – W I wojnie domowej w Kongu Angola wsparła rebeliantów na czele z Laurentem-Désiré Kabilą[10].

- 1999 – wznowienie walk[1].

Flaga UNITA

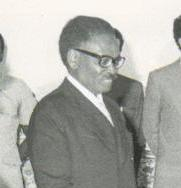
Agostinho Neto, pierwszy prezydent niepodległej Angoli

- 2002 – zakończenie długoletniej wojny[1].
- 2008 Pierwsze od 1992 roku wybory odbyły się w 2008. Rezultaty wskazały na wielkie zwycięstwo rządzącej partii MPLA, która uzyskała 82% oddanych głosów. Natomiast główna partia opozycji, UNITA, otrzymała poparcie 10% wyborców[11][1].
- 2010 – Angola wsparła rząd Demokratycznej Republiki Konga w konflikcie w prowincji Kiwu[12].